# Fritz Lehmann (Kameramann)
Fritz Lehmann (* 12. Januar 1912 in Großröhrsdorf, Sachsen; † 26. Dezember 2006 in Ramelsloh, Niedersachsen) war ein deutscher Kameramann.

## Leben und Wirken
Der gebürtige Sachse musste seine Ausbildung zum Ingenieur infolge der katastrophalen wirtschaftlichen Umstände in Deutschland Ende der 20er Jahre abbrechen und begann stattdessen sich der Fotografie zuzuwenden. 1931/32 studierte Lehmann Fotografie und Film an der Staatslehranstalt für Lichtbildwesen in München.
Seine praktische Laufbahn begann er 1933 als Kameramann für die kleine Dresdner Produktionsgesellschaft Boehner-Film, der er zehn Jahre lang verbunden bleiben sollte. In dieser Zeit entstand mit dem dokumentarischen Film Wir fahren nach Amerika 1938 seine erste große Arbeit für das Kino. Für diese Produktion bereiste Lehmann die US-amerikanischen Städte New York City, Chicago, Detroit, Washington, D.C., Pittsburgh, Philadelphia, Atlantic City und Mount Vernon. Der am 15. Januar 1939 in Hamburg uraufgeführte Film, eine Werbeproduktion für die USA, durfte auf Weisung der Filmprüfstelle nur in geschlossenen Morgenveranstaltungen vor schriftlich geladenen Gästen vorgeführt werden. Er wurde als Meisterleistung der deutschen Filmindustrie in das amerikanische Bundesarchiv in Washington aufgenommen.
Ab 1944 war Lehmann als Soldat in Italien stationiert und anschließend bis 1947 als Kriegsgefangener in Ägypten interniert. Zurück in Deutschland, diente Lehmann 1948 bis 1954 als Kameramann der DEFA und fotografierte in Berlin-Johannisthal und Babelsberg eine Reihe von Kinospielfilmen minderer Bedeutung. 1955 übersiedelte Lehmann in die Bundesrepublik und arbeitete fortan freiberuflich. Aufträge für Kinospielfilme konnte er kaum mehr bekommen.
Schließlich ließ sich Fritz Lehmann in Hamburg-Rahlstedt nieder und war zu Beginn der 60er Jahre für den NDR als Kameramann bzw. Kameraassistent an einigen erfolgreichen Kriminalserien von Studio Hamburg beteiligt. Lehmann fotografierte seit dieser Zeit ausschließlich Industrie- und Kulturfilme, seit der Gründung seiner eigenen Firma HKF (Hanseatic-Kontakt-Film Hamburg) 1961 aber vor allem für die Werbung. Außerdem befasste er sich mit der Entwicklung der verbesserten Frontprojektion mit Schwenk und Zoom nach eigenen Patenten. Ab 1977 konzentrierte sich Lehmann ganz auf die Frontprojektion in Film und Fernsehen und damit verbundenen Tricks wie Dual-Screen und Travelling Matte in seiner Firma Frontpro-Technik F. Lehmann.
Seinen Lebensabend verbrachte Lehmann im niedersächsischen Seevetal-Ramelsloh vor den Toren Hamburgs. Dort starb er im Alter von fast 95 Jahren.

## Filmografie
- 1938: Wir fahren nach Amerika (Dokumentarfilm)
- 1940: Karlsbader Reise. Im Volkswagen auf Goethes Spuren von Weimar nach Karlsbad (Kurzdokumentarfilm)
- 1941: Bauten im neuen Deutschland (Kurzdokumentarfilm)
- 1949: Quartett zu fünft
- 1950: Der Kahn der fröhlichen Leute
- 1950: Die Jungen von Kranichsee
- 1951: Die Sonnenbrucks
- 1952: Karriere in Paris
- 1953: Jacke wie Hose
- 1954: Carola Lamberti – Eine vom Zirkus
- 1954: Die verschwundene Stadt – Dresden (Dokumentarfilm)
- 1956: Max und Moritz
- 1960: Geheimnis eines Stahls (Kurzdokumentarfilm)
- 1960: Mit dem 'Adler' fing es an (Kurzdokumentarfilm)
- 1961: Vom Erzeuger zum Verbraucher (Kurzdokumentarfilm)
- 1962: Stahlnetz: Spur 211
- 1963: Hafenpolizei (TV-Krimiserie, Kameraassistenz)